# Àcid alvaradoic
L'àcid alvaradoic, el qual nom sistemàtic és àcid octadec-17-en-6-inoic, és un àcid carboxílic de cadena lineal amb devuit àtoms de carboni que conté un doble enllaç entre els carbonis 17 i 18, i un triple enllaç entre els carbonis 6 i 7, la qual fórmula molecular és {\displaystyle {\ce {C18H30O2}}}. En bioquímica és considerat un àcid gras rar.

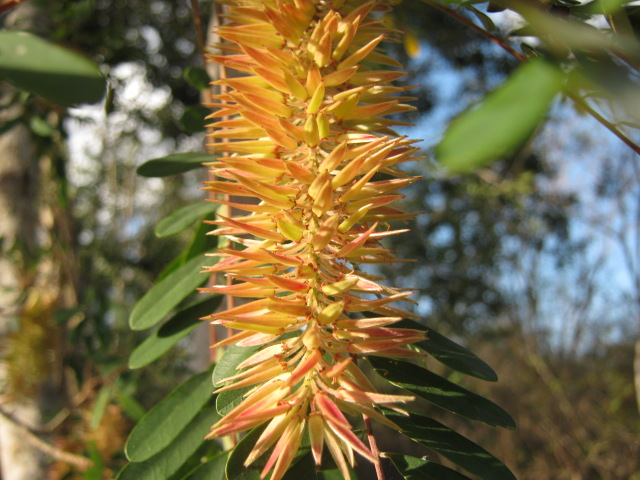
Alvaradoa amorphoides

Fou aïllat per primer cop pels químics M.B. Pearl, R. Kleiman i F.R. Earle el 1973 de l'oli de les llavors d'Alvaradoa amorphoides, una planta de la família picramniàcies, originària de Mèxic, que en contenen un 15 %. Del gènere Alvaradoa en derivaren el nom comú àcid alvaradoic. No se n'ha aïllat de cap altra planta.